# Sarah Andreassen
Sarah Sørensen Andreassen (født 28. april 1996 i Thorsø) er en dansk håndboldspiller, der spiller for SV Union Halle-Neustadt i Tyskland. Hun blev som andet års U18 udtaget til ligatruppen i Viborg HK, som 2. valg til Maria Fisker. Grundet en hjernerystelse til Maria Fisker, blev Sarah i sidste halvdel af sæsonen lige pludselig 1. valg på venstre fløj på et af Danmarks bedste kvindehåndboldhold i en alder af bare 18 år.
Hun startede med at spille håndbold som 4-årig.